# Каризма Карпентер
Кари́зма Лі Ка́рпентер (англ. Charisma Lee Carpenter; нар. 23 липня 1970, Лас-Вегас, Невада) — американська акторка та модель. Виконавиця ролі Корделії Чейз у драматичному серіалі «Баффі — переможниця вампірів» (1997-1999) та серіалі «Ангел» (1999-2004). Також виконала роль Кіри в «Усі жінки — відьми» (2004), Кендалл Касабланкас у «Вероніці Марс» (2005-2006), Ребекки Сьюелл у «Грі в брехню» (2012-2013) і Лейсі у серії фільмів «Нестримні» (2010-2012).

## Раннє життя
Каризма Лі Карпентер народилася в Лас-Вегасі, штат Невада, в сім’ї Крістін, працівниці пташиного заповідника, і Дона Карпентера, продавця. Вона має іспанське (від діда по материнській лінії), французьке та німецьке походження. Карпентер відвідувала середню школу Бішопа Гормана в Лас-Вегасі; вона також була частиною пісенно-танцювальної трупи, яка виступала в долині Лас-Вегаса, коли їй було 9 років.
Коли Карпентер було 15 років, її родина переїхала до Розаріто-Біч, Нижня Каліфорнія, Мексика, а потім до Сан-Дієго, Каліфорнія. Вона відвідувала середню школу Боніта-Віста та Школу творчих і виконавських мистецтв Чула-Віста. Після закінчення школи Карпентер подорожувала Європою. Повернувшись до Сан-Дієго, працювала продавчинею у відеомагазині, інструкторкою з аеробіки та менеджеркою з нерухомості. У 1991 році вона працювала вболівальницею футбольної команди San Diego Chargers. У 1992 році переїхала в Лос-Анджелес.

## Кар'єра
Каризму Карпентер виявив комерційний агент під час обслуговування столиків у Лос-Анджелесі, де вона працювала, щоб заощадити гроші на навчання в коледжі. Це призвело до її ролі в театральних постановках і понад 20 рекламних роликах. Свою першу телевізійну роль вона виконала в 1994 році, з'явившись в епізоді серіалу «Рятувальники Малібу». Пізніше отримала головну роль у недовготривалій підлітковій драмі / мильній опері NBC «Береги Малібу».
У 1996 році Карпентер пробувалася на головну роль у серіалі The WB «Баффі, винищувачка вампірів», але натомість її взяли на роль Корделії Чейз, снобки та популярної учениці середньої школи. Після трьох сезонів серіалу Карпентер запропонували більш масштабну роль тієї ж персонажки в серіалі «Ангел» разом із Девідом Бореаназом. Вона грала Корделію Чейз протягом чотирьох сезонів у «Ангелі». Хоча її героїня залишає серіал під час четвертого сезону «Ангела», Карпентер повертається до 100-го епізоду п’ятого й останнього сезону.
У 2004 році Карпентер була гостею в серіалі The WB «Усі жінки — відьми» в ролі демонеси-екстрасенса Кіри протягом трьох епізодів і зіграла повторювану роль у серіалі «Міс Матч» NBC, з’явившись у чотирьох епізодах.
Вона також зіграла повторювану роль Кендалл Касабланкас у серіалі таємничої драми UPN «Вероніка Марс» у сезоні 2005–2006 років, з’явившись в 11 епізодах. Карпентер зіграла запрошену роль у фіналі першого сезону комедійно-драматичного серіалу ABC Family Грецька і повторила свою роль у двох епізодах 2 сезону.
Згідно з TV Guide у вересні 2007 року, вона мала приєднатися до акторського складу The Apprentice: Celebrity Edition, але натомість вона вирішила знятися в комедійному серіалі Fox Back to You, а також роль у двох епізодах короткочасного серіалу Big Shots. 
Карпентер також була гостею у квітневому епізоді CSI: Crime Scene Investigation під назвою «The Descent of Man» у квітні 2009 року.
Карпентер знялася в ряді фільмів, включаючи секс-комедію «Що люблять хлопці», фільм жахів «Місяць вуду» та романтичні комедії «Побачення Джейн» і «Відносний хаос» на ABC Family. 
Вона також з'явилася в фільмах «Флірт з небезпекою» та «Клуб шахраїв» (обидва 2006 року) як у Lifetime, так і в оригінальному фільмі Syfy House of Bones, який транслювався у 2010 році приблизно в той самий час, що й її гостьова роль у «Легенді про шукача».
У 2009 році Карпентер зіграла головну роль у першому фільмі виробничої компанії Red Sparrow «Психоз», який вийшов 11 січня 2011 року. 
У серпні 2010 року вона зіграла роль другого плану у фільмі Сильвестра Сталлоне «Нестримні». Після успіху «Нестримних» Карпентера взяли на роль у «Людському факторі» та інді-трилері «Місце аварії».
Вона з'явилася в епізоді сьомого сезону «Надприродного» разом з актором Баффі Джеймсом Марстерсом.
У 2012 році Карпентер отримала роль Ребекки Сьюелл у першому сезоні драматичного серіалу ABC Family The Lying Game. У другому сезоні  була підвищена до регулярного серіалу. 
Пізніше в тому ж році вона повторила свою роль Лейсі в «Нестримних 2».
Знялася в еротичному фільмі 2015 року «Прикута». 
Пізніше вона знялася в телевізійному фільмі «Мамина таємниця».

## Громадський образ
Каризма Карпентер посіла 31 місце в списку 99 найбажаніших жінок AskMen 2002 року і 44 місце в списку 2005 року . Проте вона сказала, що не вважає себе секс-символом.
Карпентер з'явилася на обкладинці журналу Playboy у червні 2004 року. У 2005 році, коли журнал People запитав її, чи позувала б вона знову, вона відповіла: «Я не знаю. Я знялася в Playboy з дуже конкретної причини. Це не лише вдалий фінансовий крок, але й те, що я щойно народила і набрала 50 фунтів під час вагітності, я хотіла почуватися привабливою і сексуальною, і я була за це»

## Особисте життя
Каризма Карпентер одружилася з Деміаном Гарді 5 жовтня 2002 року в її рідному місті Лас-Вегасі. У березні 2003 року народила сина Донована Чарльза Гарді. Наприкінці 2007 року пара розійшлася. Розлучення було офіційно завершено 8 липня 2008 року. 
Карпентер — католичка.

## Фільмографія
- 2019 — «9-1-1»
- 2019 — «Пегас: Чарівний поні» (Pegasus: Pony with a Broken Wing)
- 2018 — The Griddle House
- 2018 — Mail Order Monster
- 2016 — «Люцифер»
- 2016 — Mommy's Secret (телефільм)
- 2016 — Girl in Woods
- 2016 — «Поліція Чикаго» (телесеріал)
- 2016 - "Блакитна кров"
- 2015 — A Horse Tail
- 2015 — «Scream Queens»
- 2015 — Bound
- 2012—2013 — «Неправдива гра»[en]
- 2012 — Haunted High (телефільм)
- 2012 — «Нестримні 2»
- 2010 — «Нестримні»
- 2010 — «Психоз»
- 2006 — «Сімейні таємниці»
- 2005—2006 — «Вероніка Марс» (телесеріал)
- 2004 — «Усі жінки — відьми» (телесеріал)
- 1999—2004 — «Ангел» (телесеріал)
- 1997—1999 — «Баффі — переможниця вампірів» (телесеріал)
- 1996 — «Джош Кірбі… Воїн часу!»
- 1994 — «Рятівники Малібу»